# Protosticta francyi
Protosticta francyi — вид бабок родини Platystictidae. Описаний у 2022 році.

## Назва
Вид названо на честь індійського ентомолога Френсі Каакасері, професора зоології у коледжі Святого Томаса у місті Триссур, піонера дослідження бабок у Кералі, за його внесок у збереження бабок і популяризацію знань про них в штаті.

## Поширення
Ендемік Індії. Виявлений у горах Брахмагірі (Західні Гати) на півночі штату Керала.

## Опис
Відрізняється від усіх інших Protosticta Західних Гат наявністю довгих переднегрудних шипів у самців, будовою кінчика чоловічих церків і статевих язичків.